# Захумско-Герцеговинская и Приморская епархия
Заху́мско-Герцегови́нская и Примо́рская епа́рхия (серб. Епархија захумско-херцеговачка и приморска) — епархия Сербской православной церкви на территории исторической области Хум (Захумле, Герцеговина) и побережья Адриатического моря (Дубровник). Кафедра находится в монастыре Тврдош.

## История
Епархия Хума или Захумья была основана в 1219 году первым сербским архиепископом Савой, в том же году Сербская православная церковь получила статус автокефалии от Константинопольского патриархата. Таким образом, это было одно из первоначальных сербских православных епископств. Его юрисдикция распространялась на исторические районы Захумье и Травуния. Первым епископом Хума был Иларион, которого сменил Савва II (сын Стефана Первовенчанного). Первоначальное место было в Стоне, в церкви Пресвятой Богородицы. После землетрясения епископ перенёс резиденцию в монастырь Святых апостолов в долине реки Лим в 1250-х годах. С того времени епархию Хума иногда также называли «Епархией Лима».
Во время войны за Хум (1326—1329) большая часть Захумья была захвачена Стефаном II, баном Боснии, но регион Травуния остался под властью сербских королей. После создания сербского Печского патриархата в 1346 году все первоначальные сербские епископы были возведены в почётное звание митрополитов. Затем епархиальный престол был перенесен в монастырь Милешева. В середине 15 века митрополит Давид был очень влиятельной фигурой при дворе Стефана Косача, который носил титул герцога Святого Саввы. После падения герцогства Святого Савы в Османскую империю (1482), престол часто перемещался, и в конце концов в 1508 году он обосновался в Монастыре Тврдош близ Требинье. В конце концов из епархия была выделена Милешевская епархия.
В 1557 году сербский Печский патриархат был восстановлен, и епархия Герцеговины была возвращена под его юрисдикцию, а её епископы носили почётный титул митрополитов. В 1766 году, когда Печский патриархат был упразднён, епархия Герцеговины и все другие сербские епархии, находившиеся под властью Османской империи, перешли под юрисдикцию Константинопольского патриархата. Епископы Герцеговины сохранили свой почётный титул митрополита.
Резиденция митрополита была перенесена в Мостар. С 1878 года территория Боснии и Герцеговины находилась под оккупацией Австро-Венгрии, но в соответствии с Церковной конвенцией 1880 года все Восточные православные епархии оставались под церковной юрисдикцией Константинопольского патриархата. В конце Первой мировой войны в 1918 году православные епископы Боснии и Герцеговины приняли единогласное решение войти в объединённую Сербскую православную Церковь. Процесс объединения был завершен в 1920 году, и с тех пор Захумско-Герцеговинская епархия остаётся частью Сербской православной церкви
В 1931 году кафедра занимала третье место в списке епархий Сербской православной церкви и охватывала следующие области: Мостар, Билеча, Гацко, Невесине, Столац и Требине, Меткович, Дубровник и остров Корчула.
Во время Второй мировой войны одна церковь была разрушена и 18 пострадали, 5 приходских домов было уничтожено, 4 пострадало, 12 церковных библиотек и 21 архив были уничтожены, епископ Николай (Йоканович) был изгнан из епархии усташами.
В ходе вооружённого конфликта 1991—1995 годов на территории епархии было уничтожено 36 и повреждено 28 церквей, монастырь Житомислич был взорван, монастырь Завала сильно пострадал от обстрелов. В 1992 году в Мостаре был разрушен кафедральный собор Пресвятой Троицы и кафедра была перенесена в монастырь Тврдош. В Дубровнике епископский двор был взорван, а в сентябре 1996 г. в соборный храм была брошена бомба.

## Епископы
Митрополиты Герцеговинские или Требиньские Константинопольский патриархат
- Иоанн (1508—1513)
- Виссарион I (1509—1525)
- Максим I (до 1532)
- Марк (1531—1534)
- Никанор (1534—1546)

Митрополиты Герцеговинские или Требинские (Печская патриархия)
- Антоний (упом. 1570)
- Савватий I (1573—1585)
- Висарион II (1590—1602)
- Сильвестр (1592 — око 1602)
- Леонтий (1601—1611)
- Симеон I (1613—1635?)
- Савватий II (до 1642)
- Максим II (1643—1648?)
- Паисий Требешанин (до 1651)
- Арсений I (1654)
- Василий Острожский (1651—1671)
- Симеон (Любибратич) (1671—1681)
- Саватий III (1683 — до 1695)
- Нектарий (Зотович) (1693 — до 1712)
- Мелентий (1712—1713)
- Арсений II (упом. 1715)
- Герасим (Попович) (до 1717)
- Авксентий I (1727—1736)
- Филофей (1741—1741)
- Аксентий II (1751—1760)
- Стефан (1763—1766)

Митрополиты Герцеговинские Константинопольского патриархата
- Анфим (1766—1772)
- Ликаний (1772—1802)
- Иеремия (1803—1815)
- Иосиф I (1816—1835)
- Прокопий I (1838)
- Авксентий (Чешмеджийский) (1838—1848)
- Иосиф II (1848—1854)
- Григорий (Лонгинос) (20 ноября 1854 — 30 мая 1860)
- Иоанникий (Памучина) (1860—1864) в/у
- Прокопий II[болг.] (1 октября 1863 — 12 мая 1875)
- Игнатий (Экономидис) (19 мая 1875 — 15 февраля 1888)
- Леонтий (Радулович) (1 мая — 12 октября 1888)
- Серафим (Перович) (16 апреля 1889 — 17 февраля 1903)
- Петр (Зимонич) (27 мая 1903 — 7 ноября 1920)

Епископы Захумско-Герцеговинские Сербской православной церкви
- Иоанн (Илич) (21 марта 1926 — 2 октября 1931)
- Симеон (Станкович) (31 января 1932 — 19 апреля 1934)
- Тихон (Радованович) (17 октября 1934—1939)
- Николай (Йоканович) (8 декабря 1939 — 26 марта 1943)
- Нектарий (Круль) (1945 — сентябрь 1951) в/у, еп. Зворницко-Тузланский
- Лонгин (Томич) (16 сентября 1951 — 15 сентября 1955)
- Владислав (Митрович) (31 июля 1955 — 2 августа 1967)
- Владислав (Митрович) (2 августа 1967 — май 1992) в/у, митр. Дабро-Босанский
- Афанасий (Евтич) (май 1992 — 18 сентября 1999)
- Григорий (Дурич) (18 октября 1999 — 9 мая 2018)
- Димитрий (Радженович) (с 23 сентября 2018)

## Монастыри
- Монастырь Тврдош
- Монастырь Завала
- Монастырь Житомислич (недалеко от Мостара, Босния и Герцеговина)
- Монастырь Добричево
- Монастырь Херцеговачка-Грачаница (Требине, Республика Сербская)
- Монастырь Дужи
- Петропавлов монастырь